# Velina
Velina Oršolić, poznatija samo kao Velina (Zagreb, 14. listopada 1979.), hrvatska je dizajnerica i bivša pjevačica. Proslavila se hitom "Sherry, Sherry".

## Diskografija
- Sherry, Sherry
- Zloćko moj mali
- Digni me do neba
- Baš ti
- Ljubav do neba
- Ne idi mi na oči
- Hej ti (ft. Valentina)

## Ostalo
- "IN Magazin" (? – danas)